# 中國奇譚
《中國奇譚》是一部中國奇幻詩選網路動畫劇集，由上海美術電影製片廠和bilibili聯合出品。劇集由8集構成，每集由不同的導演執導以中國傳統文化為主題的獨立故事，2023年1月1日於bilibili首播。

## 劇集
每集皆為獨立故事，製作風格、呈現手法也不相同。

### 第一季（2023）
| 總集數                       | 集數 （季） | 標題                                     | 首播日期      |
| ---------------------------- | ----------- | ---------------------------------------- | ------------- |
| 1                            | 1           | 小妖怪的夏天（於水执导）                 | 2023年1月1日  |
| 我的梦想，是吃唐僧肉。       |             |                                          |               |
| 2                            | 2           | 鹅鹅鹅（胡睿执导）                       | 2023年1月1日  |
| 梦里不知身是客。             |             |                                          |               |
| 3                            | 3           | 林林（杨木执导）                         | 2023年1月8日  |
| 她，狼，晚餐                 |             |                                          |               |
| 4                            | 4           | 乡村巴士带走了王孩儿和神仙（刘毛宁执导） | 2023年1月15日 |
| 一切从那三个影子开始。       |             |                                          |               |
| 5                            | 5           | 小满（陈莲华和周小琳执导）               | 2023年1月22日 |
| 井下宝船，湖中梦话。         |             |                                          |               |
| 6                            | 6           | 飞鸟与鱼（潘斌执导）                     | 2023年1月29日 |
| 宇宙如此浩瀚，我们终会相遇。 |             |                                          |               |
| 7                            | 7           | 小卖部（顾杨和刘旷执导）                 | 2023年2月5日  |
| 来自胡同的神秘字条。         |             |                                          |               |
| 8                            | 8           | 玉兔（徐宁执导）                         | 2023年2月12日 |
| 夜空中，指引你回家。         |             |                                          |               |

## 爭議
《中國奇譚》儘管在觀眾間普遍獲得正評，但被一些家長批評不適合孩子觀賞，在網上引發網民熱議，一度登上微博最火熱話題。
许多观看者尤其对第六集《飞鸟与鱼》很不感冒，并认为内容是“废话文学”“毁三观”和“不是中华文化”。对于这集的骂声在第七集《小卖部》播出后依然不减，许多人评论道这一集应该被《中国奇谭》“除名”。

## 衍生作品
- 浪浪山小妖怪

## 外部連結
- 官方网站
- 豆瓣电影上《中國奇譚》的資料 （简体中文）

Template:上海美术电影制片厂2020年代作品